# Isagarh
Isagarh é uma cidade e uma nagar panchayat no distrito de Guna, no estado indiano de Madhya Pradesh.

## Geografia
Isagarh está localizada a 24° 50′ N, 77° 53′ L. Tem uma altitude média de 489 metros (1 604 pés).

## Demografia
Segundo o censo de 2001, Isagarh tinha uma população de 10 347 habitantes. Os indivíduos do sexo masculino constituem 53% da população e os do sexo feminino 47%. Isagarh tem uma taxa de literacia de 62%, superior à média nacional de 59,5%: a literacia no sexo masculino é de 72% e no sexo feminino é de 50%. Em Isagarh, 18% da população está abaixo dos 6 anos de idade.